# Булу
Булу (*д/н — бл. 1035) — 8-й маї (володар) держави Канем в 1019—1035 роках (за іншою хронологією — 1007—1023).

## Життєпис
Походив з династії Дугува. Син маї Біуми. після смерті останнього посів трон. Це сталося за різними відомостями 1007 або 1019 року. Прийняв мусульманського проповідника Мухаммеда ібн Мані, що протягом 5 років проповідував іслам. З цього часу починається ґрунтовне поширення цієї релігії в Канемі.
Мав численних нащадків, які ще у XV ст. залишалися впливовою групою в державі. Помер за різними відомостями 1023 або 1035 року. Йому спадкував син Арху II.